# Папари О Липорти (Казерта)
Папари О Липорти је насеље у Италији у округу Казерта, региону Кампанија.
Према процени из 2011. у насељу је живело 223 становника. Насеље се налази на надморској висини од 186 м.